# Monti (rione Rzymu)
Monti – rione, jedno z dwudziestu dwóch rioni Rzymu, tradycyjnych jednostek podziału administracyjnego miasta, dotyczącego części wewnątrz murów aureliańskich (z niewielkimi wyjątkami). Stanowi część gminy Municipio Roma I.
Współcześnie Monti ma powierzchnię 1,65 km², a w 2015 zamieszkiwało je 14 381 mieszkańców.
Historyczny numer dzielnicy to R. I.